# 波号第五潜水艦
|          |                                                              |
| 艦歴     |                                                              |
| 計画     | 明治37年度臨時軍事費                                         |
| 起工     | 1910年8月1日                                                 |
| 進水     | 1911年3月27日                                                |
| 竣工     | 1911年8月31日                                                |
| 除籍     | 1929年4月1日                                                 |
| 性能諸元 |                                                              |
| 排水量   | 常備：291トン 水中：320トン                                  |
| 全長     | 43.33m                                                       |
| 全幅     | 4.14m                                                        |
| 吃水     | 3.43m                                                        |
| 機関     | ヴィッカース・ガソリン機関1基1軸 水上：600馬力 水中：300馬力 |
| 速力     | 水上：12kt 水中：7kt                                         |
| 航続距離 | 水上：12ktで660海里 水中：4ktで60海里                        |
| 燃料     | ガソリン                                                     |
| 乗員     | 26名                                                         |
| 兵装     | 機銃1挺 45cm魚雷発射管 艦首2門 魚雷2本                       |
| 備考     | 安全潜航深度：30.5m                                          |

波号第五潜水艦（はごうだいごせんすいかん）は、日本海軍の潜水艦。波三型潜水艦（C2型）の3番艦。

## 艦歴
1910年（明治43年）8月1日、呉海軍工廠で起工。船体と兵器は国産で、イギリスから機関、潜望鏡、ジャイロコンパスを輸入して建造された。1911年（明治44年）3月27日進水。同年8月31日竣工。第十二潜水艇と命名され、種別、潜水艇、潜水艇に類別。 1916年（大正5年）8月4日、二等潜水艇。1919年（大正8年）4月1日、第十二潜水艦に改称し、三等潜水艦に種別、類別を変更。1923年（大正12年）6月15日、波号第五潜水艦に改称。1929年（昭和4年）4月1日に除籍。1929年（昭和5年）、大阪港防波堤となる。

## 歴代艦長
※艦長等は『日本海軍史』第9巻・第10巻の「将官履歴」及び『官報』に基づく。
艦長
- 岡敬純 大尉：1920年12月1日 - 1921年6月1日
- 吉富説三 大尉：1921年6月1日 - 7月1日
- 中原義正 大尉：1921年7月1日 - 11月10日[4]
- （兼）上条深志 大尉：1921年11月10日 - 12月10日
- （兼）伊藤貞一 少佐：1921年12月10日[5] - 1922年1月20日[6]
- （兼）森徳治 大尉：1922年1月20日[6] - 1923年3月10日[7]